# 低維固體
低維固體是指某些固體表現出明顯的一維或二維特徵，例如：具有鏈狀結構的（例如聚合物三硫化鉭、TTF-TCNQ等）或层状结构（例如石墨夾層、二硫化钽等）的三维固体；表面或界面层（例如半导体表面的反型层）；表面上的吸附层（例如液氦表面上吸附的单电子层、石墨表面上吸附的惰性气体层）；薄膜和金属细丝等。按其物理性质这些材料可分为低维导体（例如一维导体TTF-TCNQ，二维导体五氟化砷的石墨夹层），低维半导体（例如一维的聚乙炔），低维超导体（例如一维的BEDT-TTF、二维的碱金属石墨夹层），低维磁体（例如一维的CsNiF3、二维的氯化鈷石墨夹层）等。由于在链之间或层之间仍存在着一些耦合，这些体系是准一维或准二维的。
近年来低维固体的研究取得了较快的发展，一个原因是许多有应用前景的新材料（例如聚合物、石墨夹层化合物、MOS电路等）具有一、二维的结构,另一个原因是一、二维体系具有三维体系所没有的一些物理特性。一維導體對於電子-點陣相互作用是不穩定的，因此在低溫下會變為半導體或絕緣體，这称为佩尔斯相变。由此还会形成一种新的元激发─孤子。在相变前能带半满的情形，带电孤子没有自旋，中性孤子有自旋。理论上还预言，在某些情况下孤子的电荷可以是电子电荷的分数倍。